# Juan Rodríguez Clara (Veracruz)
Juan Rodríguez Clara es una localidad del estado mexicano de Veracruz. Es cabecera del municipio de Juan Rodríguez Clara.

## Demografía
| Censo | Población |
| ----- | --------- |
| 1921  | 1 223     |
| 1930  | 2 097     |
| 1940  | 2 719     |
| 1950  | 3 054     |
| 1960  | 3 715     |
| 1970  | 5 598     |
| 1980  | 7 849     |
| 1990  | 11 331    |
| 1995  | 12 579    |
| 2000  | 12 070    |
| 2005  | 12 953    |
| 2010  | 14 628    |
| 2020  | 15 512    |